# Zonă tropicală

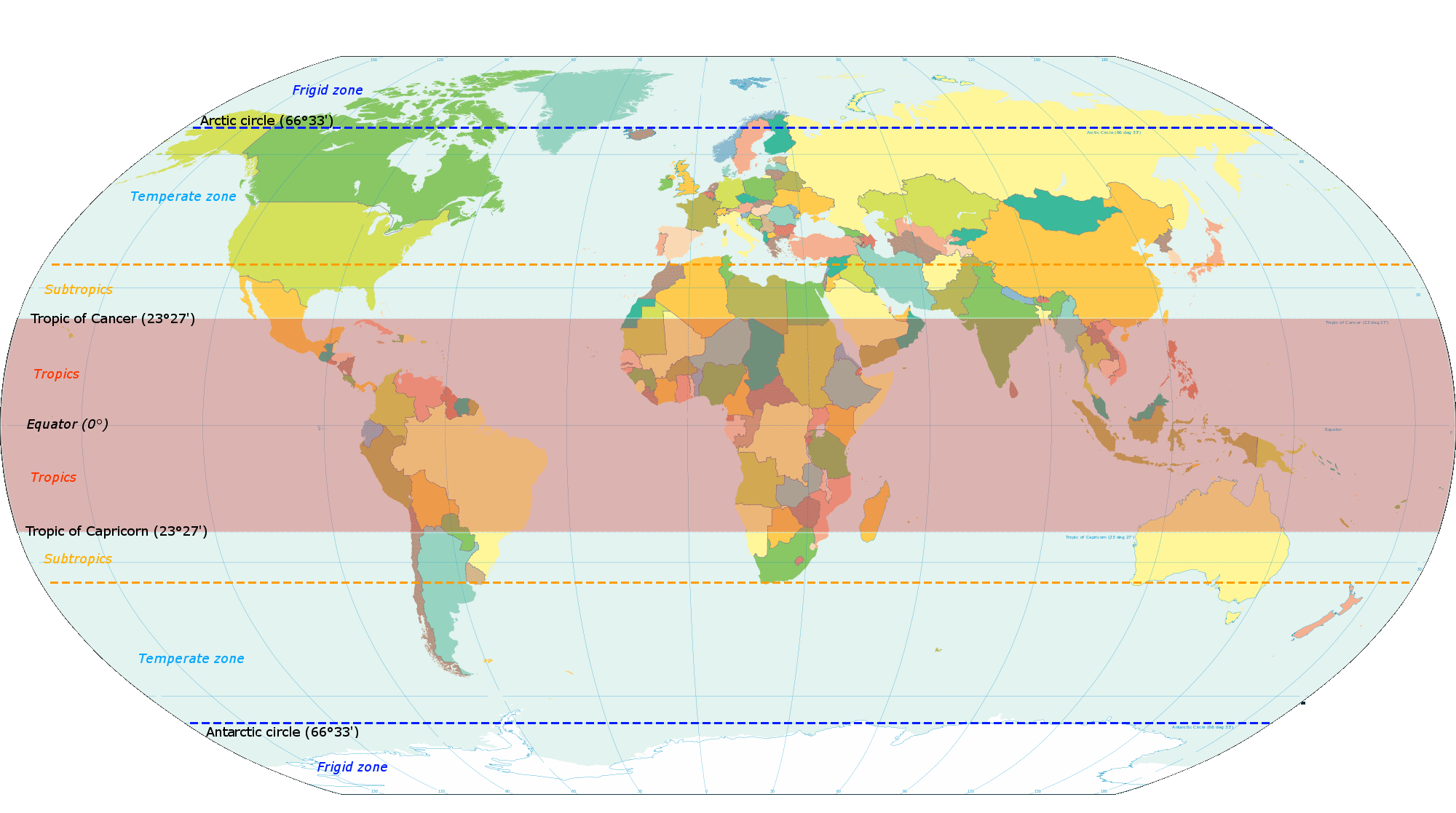
Zona tropicală este colorată în roșu

Zone ale lumii cu climă tropicală.

Zona tropicală este aceea zonă a Pământului care se află la nord și respectiv la sud de Ecuator, până la limita cu tropicele. Limitele sale sunt determinate latitudinal de Tropicul Racului în emisfera nordică la 23° 26′ 16″ (sau 23.4378°) N și Tropicul Capricornului în emisfera sudică la 23° 26′ 16″ (sau 23.4378°) S.
Tropicalele se disting de celelalte regiuni climatice și biomatice ale Pământului, care sunt latitudinile medii și regiunile polare de pe ambele părți ale zonei ecuatoriale. Teritoriile tropicale cuprind 40% din suprafața Pământului și conțin 36% din suprafața uscată a pământului. Începând cu anul 2014, regiunea găzduiește 40% din populația lumii, iar această cifră este estimată să atingă 50% până la sfârșitul anilor 2030.